# Andreas Caminada

Andreas Caminada

Andreas Caminada (Sagogn, 6 maggio 1977) è un cuoco e imprenditore svizzero, executive chef e proprietario dell'Hotel Ristorante Schloss Schauenstein a Fürstenau in Svizzera, 3 Stelle Michelin e 19 punti Gault Millau.

## Biografia
Caminada è cresciuto nella città grigionese di Sagogn e inizia la propria formazione presso l'Hotel Signina nella vicina Laax, dove ha frequentato un apprendistato di cucina.
Completa il suo apprendistato nel 1996, successivamente lavora fino al marzo 1998 in diverse attività come Pâtissier, chef Entremetier e come chef Tournant.
A partire dal giugno 1998, Caminada ha lavorato presso alcuni dei migliori ristoranti in Svizzera e nei paesi limitrofi, tra cui Pâtissier e Tournant presso l'Hotel Walserhof a Klosters, come Chef Gardemanger presso l'Hotel Deuring Schlössle a Bregenz, come Chef Tournant presso il ristorante Bareiss a Baiersbronn.

## Riconoscimenti
2005
- Guida Gault Millau: "Scoperta dell'anno" e premiato con 15 punti Gault Millau.
- Guida Michelin: prima stella Michelin.

2006
- Guida Gault Millau: premiato con 16 punti Gault Millau.

2007
- Guida Gault Millau: vincitore del premio dell'anno e 17 punti Gault Millau.

2008
- Guida Gault Millau: Caminada è stato nominato "Chef dell'anno" e gli vengono attribuiti 18 punti Gault Millau.
- Guida di Bertelsmann: insignito del titolo di "Chef dell'anno" in Svizzera.
- Guida Michelin: due stelle Michelin.

2010
- Guida Gault Millau: nominato "Chef dell'anno" per la seconda volta e ha ottenuto 19 punti per la prima volta.

2011
- Guida Michelin: Caminada riceve la terza stella Michelin all'età di 34 anni.

2012
- Lo Schlemmer Atlas gli attribuisce il punteggio più alto di 5 cucchiai, rendendolo uno dei "migliori chef dell'anno".[3]
- Premio "Grigioni dell'Anno" del Cantone dei Grigioni (Svizzera) e riconoscimento del Cantone dei Grigioni

2016
- «Eckart 2016 per la grande arte culinaria».
- N ° 2 dei Top100 + Ristoranti europei sul portale di rating dei ristoranti negli Stati Uniti.

2018
- 47º posto della lista The World's 50 Best Restaurants.
- International Honorary Trophy Gourmet della rivista austriaca "A La Carte" per Andreas Caminada, Castello di Schauenberg.
- "Miglior ristorante europeo" votato come numero 1 nella "Top100 + ristoranti europei" dal portale di rating dei ristoranti negli USA OAD.